# Raúl Schiaffino
Pour les articles homonymes, voir Schiaffino.
Raúl Schiaffino (né le 7 décembre 1923 à Pocitos (quartier de Montevideo) en Uruguay et mort à une date inconnue à Montevideo) est un joueur de football uruguayen, qui jouait en tant qu'attaquant. Frère aîné de Juan Alberto Schiaffino, une blessure au genou l'oblige à mettre un terme à sa carrière prématurément.

## Palmarès
Peñarol
- Championnat d'Uruguay (3) :
  - Vainqueur : 1944, 1945 et 1949.
  - Meilleur buteur : 1945.
  - Meilleur joueur : 1945.

- Torneo Competencia (3) :
  - Vainqueur : 1946, 1947 et 1949.